# فرانک ادموند
فرانک ادموند (انگلیسی: Frank Edmond؛ زادهٔ ۲۳ دسامبر ۱۹۶۶) بازیکن فوتبال اهل آلمان است.
از باشگاه‌هایی که در آن بازی کرده‌است می‌توان به باشگاه فوتبال آینتراخت برانشوایگ و باشگاه فوتبال لوکوموتیو لایپزیگ اشاره کرد.
وی همچنین در تیم ملی فوتبال زیر ۲۱ سال آلمان شرقی بازی کرده‌است.